# 10672 Kostyukova
10672 Kostyukova este un asteroid din centura principală de asteroizi.

## Descriere
10672 Kostyukova este un asteroid din centura principală de asteroizi. A fost descoperit pe 31 august 1978 la Observatorul de Astrofizică din Crimeea de Nikolai Cernîh. Asteroidul prezintă o orbită caracterizată de o semiaxă mare de 3,03 ua, o excentricitate de 0,12 și o înclinație de 15,0° în raport cu ecliptica.